# Snow celebration/モテ期のうた
「Snow celebration/モテ期のうた」（スノー・セレブレイション/モテきのうた）は、日本の女性アイドルグループ・アイドリング!!!の楽曲。2008年1月23日にFLIGHT MASTER（ポニーキャニオン傘下）からリリースされた、通算2枚目のシングル。楽曲は両A面になっている。

## 背景・制作
前作「ガンバレ乙女（笑）/friend」から、半年後に発表した両A面2ndシングル。
同年4月に新たな追加メンバーを増員したため、オリジナルの9人体制として、またレーベル・FLIGHT MASTERからリリースする最後のシングルである。楽曲はオリコンウィークリーチャートで9位にランクインし、グループ初のトップ10入りを果たした。
表題曲
制作はc/w曲も含め前作同様、様々なソングライターの共作で、レギュラー番組『アイドリング!!!』の構成を務める放送作家・酒井健作や、元Do As InfinityのD・A・I（長尾大）も関わっている。
「Snow celebration」は、"幸福が永遠に続くように"と願ったウインターラブソング。「モテ期のうた」は、恋愛においての異性達からのアプローチ、俗に言う"モテ期"が訪れた気持ちを歌にしている。この楽曲はその後、アレンジや歌詞を変えた様々な形で展開された。「〜season2〜」「〜season1.5〜」バージョンは、次作のシングル「告白」に収録。1stアルバム『だいじなもの』にも、Album Mixとして収録された。コラボ企画・AKBアイドリング!!!のシングル「チューしようぜ!」のカップリング曲として、AKB48がカバーしている。作曲を担当したFuntaは、2013年にリリースした自分達のアルバム『Funta-stic!!』にて、セルフカバーをしている。
カップリング曲
「Like a Shooting Star」は、シンガーソングライター・堂島孝平の提供によるもの。2011年にライブイベントで共演し、同曲のコラボが実現している。
収録メンバー
- 加藤沙耶香・小泉瑠美・遠藤舞・江渡万里彩・滝口ミラ・外岡えりか・谷澤恵里香・フォンチー・横山ルリカ

## リリース
初回限定盤には、「Snow celebration」のメイキングシーンを含むミュージック・ビデオと、レギュラー出演している『アイドリング!!!』のスペシャルコンテンツ（寝起きドッキリ映像など）を収録したDVDが付属。通常盤の初回生産分には、特製トレーディングカード（全20種の内ランダム1枚）の封入特典が付く。
特典企画
協力店舗でのみ先着購入者に「CDスリーブケース」の配布をする、コラボ企画を実施している。

## ミュージック・ビデオ
ミュージック・ビデオは「Snow celebration」のみが制作されている。ビデオはその後、グループの公式YouTubeチャンネルで、フルバージョンが無料公開された。
担当したのは、映像ディレクター・多田卓也。劇中は、表題の雪の結晶をイメージした演出となっている。

## ライブ・パフォーマンス
発売記念イベント兼ねたミニライブが、以下の日時・場所で実施された。
「Snow celebration/モテ期のうた」発売記念イベント
- 2008年1月26日 ラゾーナ川崎
- 2008年1月27日 東京ドームシティ・ラクーア
- 2008年2月2日 名古屋アスナル金山
- 2008年2月3日 大阪・千里セルシー

ライブイベント
楽曲は、以下のイベント等でライブ披露している。
- フジテレビ『HOT☆FANTASY ODAIBA』2007-2008（2007年12月8日 - 2008年1月3日、フジテレビ本社屋）
- アイドリング!!! 1st Live 「もっとガンバレ乙女（笑）」（2007年12月15日、品川ステラボール）
- 「Snow celebration/モテ期のうた」発売記念生ライブ（2008年1月23日、フジテレビ本社屋）
- アイドリング!!! 2nd Live 「だいじなもの」（2008年3月30日、SHIBUYA-AX）（2008年4月6日、BIG CAT）

## メディアでの使用
表題曲「Snow celebration」は以下のメディアで使用された。
- フジテレビ『HOT☆FANTASY ODAIBA』2007-2008イメージソング
- ミュードラ『Snow celebration』主題歌

## シングル収録トラック
| #         | タイトル                       | 作詞       | 作曲      | 編曲              | 時間  |
| --------- | ------------------------------ | ---------- | --------- | ----------------- | ----- |
| 1.        | 「Snow celebration」           | 溝口貴紀   | D・A・I   | 熊谷主毅、D・A・I | 5:04  |
| 2.        | 「モテ期のうた」               | 酒井健作   | Funta     | Funta             | 4:34  |
| 3.        | 「恋ゴコロ」                   | 五十嵐由美 | 櫻井真一  | 熊谷主毅、D・A・I | 3:36  |
| 4.        | 「Like a Shooting Star」       | 堂島孝平   | 堂島孝平  | 宅見将典          | 3:56  |
| 5.        | 「Snow celebration」(カラオケ) |            |           |                   | 5:04  |
| 合計時間: | 合計時間:                      | 合計時間:  | 合計時間: | 合計時間:         | 22:28 |

| #  | タイトル                             | 作詞 | 作曲・編曲 | ビデオディレクター |
| -- | ------------------------------------ | ---- | ---------- | ------------------ |
| 1. | 「Snow celebration」(Music Video)    |      |            | 多田卓也           |
| 2. | 「アイドリング!!! Special contents」 |      |            |                    |